# Svenska Serier
Den här artikeln handlar om tidningen Svenska Serier. Se även tecknade serier i Sverige.
Svenska Serier var en svensk serietidning som gavs ut av Semic Press 1979–82 och 1987–96. Tidningen var tidigt en viktig plantskola för unga svenska serietecknartalanger. Bland dem som gick vidare till större ting finns bland andra Hans Lindahl, Krister Petersson, Patrik Norrman, Max Andersson, Martin Kellerman och Alf Woxnerud.

## Historik

### Första omgången
Tidningen startade 1979. Tanken var att den skulle vara ett sätt för Semic att hitta nya tecknartalanger och serier att satsa på. Den var dock aldrig någon kommersiell framgång och lades ner 1982, när det blev ekonomiskt ohållbart att fortsätta ge ut den. 

### Andra omgången
1987 startade den andra omgången av Svenska Serier, denna gång med ett delvis nytt koncept. Tidningen innehöll nu inte längre uteslutande amatörserier utan även serier av halv- och helprofessionella serieskapare, av vilka många gjort sin debut i tidningen under den första perioden. Dessutom förekom ibland serier av utländska serieskapare. För att tidningen faktiskt skulle förbli en scen där nya tecknare kunde visa upp sina alster hade man även som princip att man inte tog in samma amatörtecknare mer än tre gånger.
Ett fast inslag var serien om tidningens maskot Sven, som gjordes av redaktionen tillsammans med diverse serieskapare. Denna serie övergick så småningom till att bli serien Harry Hund.
Med tiden blev tidningen även den här gången en förlustaffär, och den lades ner igen 1996.

### Efterföljare
Ett slags efterföljare dök upp 2003 i form av bilagan De Nya Svenska Serierna i tidningen Knasen. Idén med att ge ut Svenska Serier som en bilaga till en etablerad tidning lanserades redan vid nedläggningen 1996 men förverkligades alltså inte förrän sju år senare.

## Utgivning
Svenska Serier gavs sammanlagt ut i 22 nummer under första omgången 1979–1982 (plus ett specialalbum 1983).
Den andra omgången gavs ut i 42 nummer åren 1987–1996.

### Tidningen
- 1979: 7 nr
- 1980: 8 nr
- 1981: 5 nr
- 1982: 2 nr

- 1987: 4 nr
- 1988: 6 nr
- 1989: 5 nr
- 1990: 4 nr
- 1991: 4 nr
- 1992: 4 nr
- 1993: 4 nr
- 1994: 4 nr
- 1995: 4 nr
- 1996: 3 nr

### Svenska Serier Special
Svenska Serier Special är ett seriealbum som publicerades som en enstaka utgåva 1983, efter att den första omgången av tidningsutgåvan (1979–1982) lagts ned. 
| Serie                         | Upphovsman                  |
| ----------------------------- | --------------------------- |
| Omslaget                      | Folke Hallin                |
| Vikingar: Anund finner en son | Kurt Ahlgren Erling Frick   |
| Kvällsvard                    | Alf Woxnerud                |
| Dumt fôlk                     | Alf Woxnerud Gustaf Fröding |
| Resan                         | Patrik Lindvall             |
| Lille Georg                   | Johan Andreasson            |
| Nomaderna                     | Mikael Oskarsson            |